# إدوارد كورنيليوس ريد جونيور
إدوارد كورنيليوس ريد جونيور (بالإنجليزية: Edward Cornelius Reed Jr.)‏ هو محامي وقاضي أمريكي، ولد في 8 يوليو 1924 في Mason, Nevada ‏ في الولايات المتحدة، وتوفي في 1 يونيو 2013 في رينو في الولايات المتحدة.